# The Jazz Singer (1952)
The Jazz Singer is een Amerikaanse muziekfilm uit 1952 onder regie van Michael Curtiz. Het is een nieuwe versie van de gelijknamige film uit 1927.

## Verhaal
Door jazzzanger te worden breekt Jerry Golding het hart van zijn vader. Hij had gehoopt dat Jerry in zijn voetsporen zou treden als cantor in de synagoge. Jerry tracht de liefde van zijn vader terug te winnen.

## Rolverdeling
| Acteur            | Personage        |
| ----------------- | ---------------- |
| Danny Thomas      | Jerry Golding    |
| Peggy Lee         | Judy Lane        |
| Eduard Franz      | David Golding    |
| Mildred Dunnock   | Ruth Golding     |
| Alex Gerry        | Oom Louie        |
| Allyn Joslyn      | George Miller    |
| Tom Tully         | Dan McGurney     |
| Harold Gordon     | Rabbi Roth       |
| Hal Ross          | Joseph           |
| Justin Smith      | Phil Stevens     |
| Anitra Stevens    | Yvonne           |
| Marcoreta Hellman | Mevrouw Robbins  |
| Gayne Whitman     | Mijnheer Eskow   |
| Anthony Jochim    | Mijnheer Michton |
| Dan Barton        | Ray Mullins      |